# اسوره استنرشن
اسوره استنرشن (انگلیسی: Sverre Stenersen؛ ۱۸ ژوئن ۱۹۲۶ – ۱۷ دسامبر ۲۰۰۵) اسکی‌باز نوردیک ترکیبی اهل نروژ بود.
وی در مسابقات کشوری و بین‌المللی در مجموع برندهٔ ۲ مدال طلا، ۱ مدال نقره، ۱ مدال برنز شده‌است.